# Lijst van voetbalinterlands Angola - Malawi (vrouwen)
Deze lijst van voetbalinterlands is een overzicht van alle officiële voetbalinterlands tussen de nationale vrouwenteams van Angola en Malawi. De landen hebben tot nu toe één keer tegen elkaar gespeeld. 

## Wedstrijden
| № | Plaats         | Datum          | Competitie              | Wedstrijd       | Uitslag |
| - | -------------- | -------------- | ----------------------- | --------------- | ------- |
| 1 | Port Elizabeth | 4 oktober 2021 | COSAFA Women's Cup 2021 | Angola − Malawi | 0 − 2   |

## Samenvatting
| Competitie         | Totaal gespeeld | Winst Angola | Gelijk | Winst Malawi | Doelsaldo Angola – Malawi |
| ------------------ | --------------- | ------------ | ------ | ------------ | ------------------------- |
| COSAFA Women's Cup | 1               | 0            | 0      | 1            | 0 − 2                     |
| Totaal             | 1               | 0            | 0      | 1            | 0 − 2                     |